# Caia van Maasakker
Caia Jacqueline van Massakker, née le 5 avril 1989 à La Haye, est une joueuse de hockey sur gazon néerlandaise qui évolue au poste de défenseur.
Elle est sacrée championne olympique en 2012 et vice-championne olympique en 2016. Elle est aussi championne du monde en 2014 et vice-championne d'Europe en 2015.

## Palmarès
- Équipe des Pays-Bas
  - Jeux olympiques :
    - Vainqueur en 2012.
    - Médaillée d'argent en 2016.

  - Coupe du monde :
    - Vainqueur en 2014 et en 2018.

  - Championnat d'Europe :
    - Vainqueur en 2017 et en 2019.
    - Finaliste en 2015.
    - Troisième en 2013.